# Aloe angelica
Aloe angelica är en grästrädsväxtart som beskrevs av Illtyd Buller Pole-Evans. Aloe angelica ingår i släktet Aloe och familjen grästrädsväxter. Inga underarter finns listade i Catalogue of Life.